# Віттгерт
Віттгерт (нім. Wittgert) — громада в Німеччині, розташована в землі Рейнланд-Пфальц. Входить до складу району Вестервальд. Складова частина об'єднання громад Рансбах-Баумбах.
Площа — 4,74 км2. Населення становить 646 ос. (станом на 31 грудня 2020).

## Галерея

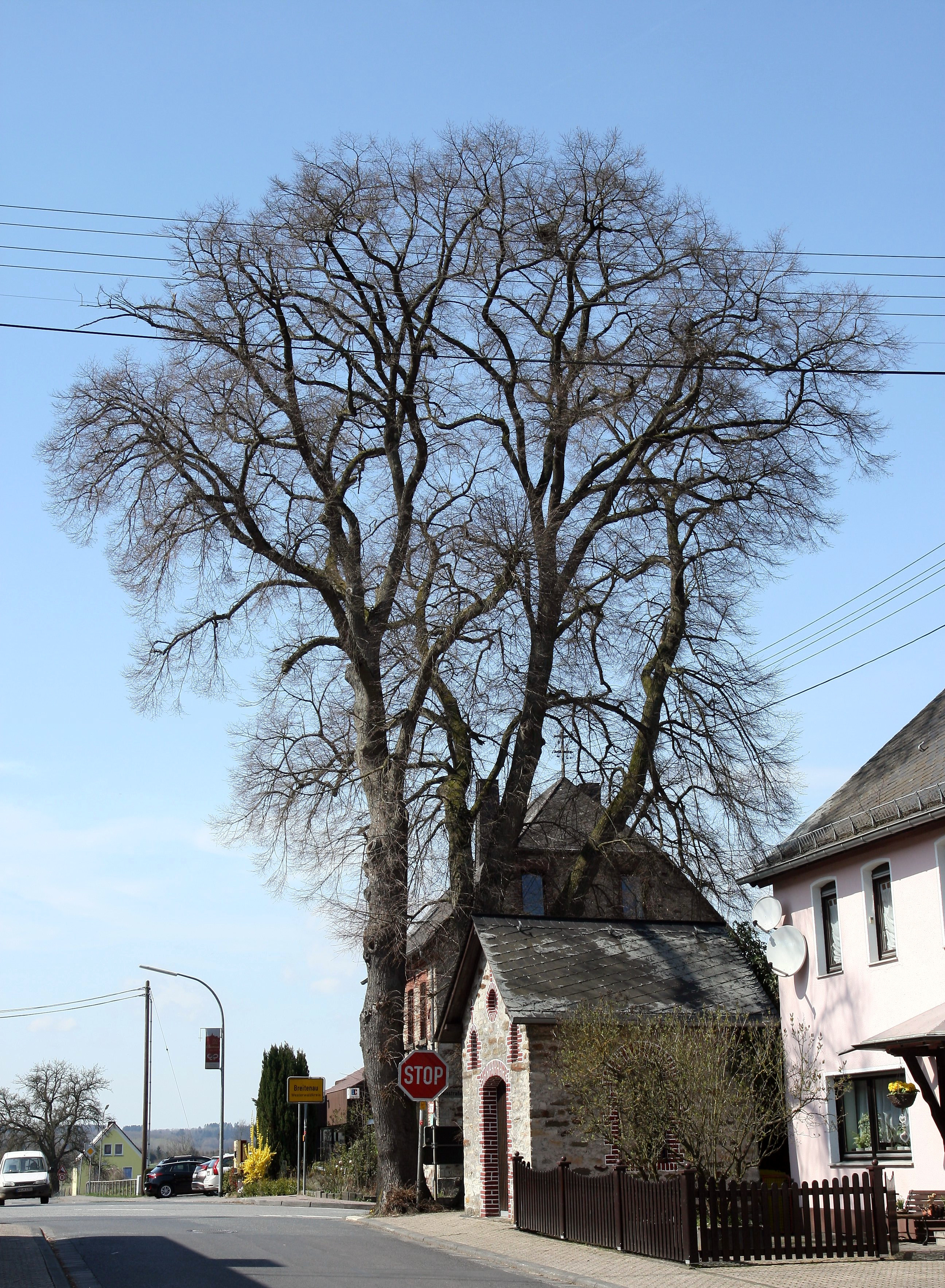